# Pycnoderma
Pycnoderma är ett släkte av svampar. Pycnoderma ingår i familjen Cookellaceae, ordningen Myriangiales, klassen Dothideomycetes, divisionen sporsäcksvampar och riket svampar.
| Pycnoderma | \| \| Pycnoderma bambusinum \| \| \| \| |
|            | \| \| Pycnoderma bambusinum \| \| \| \| |
|            | Uleomyces                               |
|            |                                         |
|            | Cookella                                |
|            |                                         |
|            | Pycnodermina                            |
|            |                                         |
|            | Calolepis                               |
|            |                                         |
|            | Pycnoderma bambusinum                   |
|            |                                         |

|  | Pycnoderma bambusinum |
|  |                       |